# 久寿
久寿（、旧字体：久壽）は、日本の元号の一つ。仁平の後、保元の前。1154年から1156年までの期間を指す。この時代の天皇は近衛天皇、後白河天皇。

## 改元
- 仁平4年10月28日（ユリウス暦1154年12月4日） 厄運により改元
- 久寿3年4月27日（ユリウス暦1156年5月18日） 保元に改元

## 久寿期におきた出来事
- 久寿元年（1154年）8月10日、越中国新川郡新治村が海嘯のため陥没する。

## 西暦との対照表
※は小の月を示す。
| 久寿元年（甲戌） | 一月      | 二月  | 三月※ | 四月  | 五月 | 六月※ | 七月 | 八月※ | 九月※ | 十月   | 十一月※ | 十二月   |           |
| ---------------- | --------- | ----- | ----- | ----- | ---- | ----- | ---- | ----- | ----- | ------ | ------- | -------- | --------- |
| ユリウス暦       | 1154/2/14 | 3/16  | 4/15  | 5/14  | 6/13 | 7/13  | 8/11 | 9/10  | 10/9  | 11/7   | 12/7    | 1155/1/5 |           |
| 久寿二年（乙亥） | 一月※     | 二月  | 三月※ | 四月  | 五月 | 六月※ | 七月 | 八月※ | 九月  | 十月   | 十一月※ | 十二月※  |           |
| ユリウス暦       | 1155/2/4  | 3/5   | 4/4   | 5/3   | 6/2  | 7/2   | 7/31 | 8/30  | 9/28  | 10/28  | 11/27   | 12/26    |           |
| 久寿三年（丙子） | 一月      | 二月※ | 三月  | 四月※ | 五月 | 六月※ | 七月 | 八月  | 九月※ | 閏九月 | 十月※   | 十一月   | 十二月※   |
| ユリウス暦       | 1156/1/24 | 2/23  | 3/23  | 4/22  | 5/21 | 6/20  | 7/19 | 8/18  | 9/17  | 10/16  | 11/15   | 12/14    | 1157/1/13 |